# Webb (Missisipi)
Webb – miasto w Stanach Zjednoczonych, w stanie Missisipi, w hrabstwie Tallahatchie.